# Isochromodes flavopuncta
Isochromodes flavopuncta är en fjärilsart som beskrevs av Paul Dognin 1896. Isochromodes flavopuncta ingår i släktet Isochromodes och familjen mätare. Inga underarter finns listade i Catalogue of Life.